# Boeckella minuta
Boeckella minuta är en kräftdjursart som beskrevs av Sars 1896. Boeckella minuta ingår i släktet Boeckella och familjen Centropagidae. Inga underarter finns listade i Catalogue of Life.